# Francesita
Francesita es un género de foraminífero bentónico de la Subfamilia Caucasininae, de la Familia Caucasinidae, de la Superfamilia Delosinoidea, del Suborden Buliminina y del Orden Buliminida. Su especie tipo es Virgulina? advena. Su rango cronoestratigráfico abarca el Holoceno.

## Discusión
Clasificaciones previas incluían Francesita en el suborden Rotaliina del orden Rotaliida.

## Clasificación
Francesita incluye a las siguientes especies:
- Francesita advena